# 가와베촌 (나가노현 지사가타군)
가와베촌(일본어: 川辺村)은 일본 나가노현 지사가타군에 있던 촌이다. 현재의 우에다시 중심부의 서남쪽에 해당한다.

## 역사
- 1889년 4월 1일 - 정촌제 시행에 의해 지사가타군 가와베촌이 성립하였다.
- 1954년 4월 1일 - 우에다시에 편입해, 동일 가와베촌은 폐지되었다.

## 교통

### 철도
- 우에다 마루코교통(현・우에다 교통)

### 도로
- 2급 국도
  - 국도 제143호선

## 참고문헌
- 角川日本地名大辞典 20 長野県